# Petroupim
Petroupim est une commune du district de Benešov, dans la région de Bohême-Centrale, en République tchèque. Sa population s'élevait à 316 hhabitants en 2020.

## Géographie
Petroupim se trouve à 6 km au nord-est de Benešov et à 38 km au sud-est de Prague.
La commune est limitée par Přestavlky u Čerčan et Vranov au nord, par Kozmice à l'est, par Teplýšovice au sud-est, par Benešov au sud-ouest et par Soběhrdy à l'ouest.

## Histoire
La première mention écrite de la localité date de 1318.